# Blizianka
Blizianka – wieś w Polsce położona w województwie podkarpackim, w powiecie strzyżowskim, w gminie Niebylec.
Miejscowość jest siedzibą parafii pod wezwaniem Podwyższenia Krzyża Świętego, należącej do dekanatu Czudec, diecezji rzeszowskiej.
Wieś liczy 406 mieszkańców.
| SIMC    | Nazwa  | Rodzaj    |
| ------- | ------ | --------- |
| 0656278 | Dół    | część wsi |
| 0656284 | Góra   | część wsi |
| 0656290 | Rzeki  | część wsi |
| 0656309 | Wygoda | część wsi |

## Historia
Według lokalnych przekazów, wieś założyli Kozacy wzięci w niewolę, których osadzono na tych terenach. Informacja ta nie jest zawarta jednak w żadnych źródłach historycznych. Początki miejscowości sięgają panowania Władysława Jagiełły. Od XV wieku należała ona do rodu Machowskich. Pierwsza wzmianka o Bliziance pojawiła się w 1491 roku w dokumentach sądowych, jej właścicielem był wtedy Piotr Machowski.
W roku 1581 wieś liczyła 3,5 łana powierzchni. Zamieszkiwało ją 11 kmieci, 7 komorników i rzemieślnik z rodzinami.
W latach 1785–1787 w Bliziance znajdowały się 43 domostwa zamieszkiwane przez 285 osób. Przeciętny chłop posiadał wtedy 17,9 mórg ziemi. Spośród mieszkańców powyżej 9 roku życia, 13 osób było wyznania mojżeszowego, 12 – rzymskokatolickiego, 205 – greckokatolickiego.
W latach 1841–1890 wieś znalazła się w posiadaniu rodu Zaklików.
W 1890 roku właścicielem miejscowości był ród Zborowskich. Znajdowała się tu wówczas karczma i dwa folwarki – dworski i popi.
W 1943 roku rodziny żydowskie zamieszkujące wieś zostały wywiezione do getta w Rzeszowie.
Po II wojnie światowej grekokatolicy zostali wysiedleni z Blizianki w głąb Związku Radzieckiego lub na Ziemie Odzyskane.
W latach 1975–1998 miejscowość administracyjnie należała do województwa rzeszowskiego.

## Cerkiew greckokatolicka
W 1865 roku na miejscu starej cerkwi wybudowano nową pw. Zaśnięcia Przenajświętszej Bogarodzicy. Jej proboszczem w latach 1896–1926 był ks. Jarosław Mironowicz, a w latach 1936–1944 – o. Eugeniusz Uscki. Na północny wschód od świątyni znajdował się cmentarz. Po II wojnie światowej budynek przemieniono w kościół rzymskokatolicki.
W okresie dwudziestolecia międzywojennego majątek cerkiewny liczył 15,56 hektarów pól, 1,13 hektara łąk, 1,73 hektara pastwiska i 0,16 hektara lasów, rozmieszczony on był w Bliziance oraz w sąsiedniej Gwoździance.

## Oświata
We wsi funkcjonuje Szkoła Podstawowa im. Krzysztofa Kamila Baczyńskiego, którą założono w 1904 roku. W 1972 roku oddano do użytku nowy budynek szkolny wraz z mieszkaniami dla nauczycieli.

## Kultura
We wsi działa Koło Gospodyń Wiejskich oraz Ochotnicza Straż Pożarna.